# Antymos Apostolis

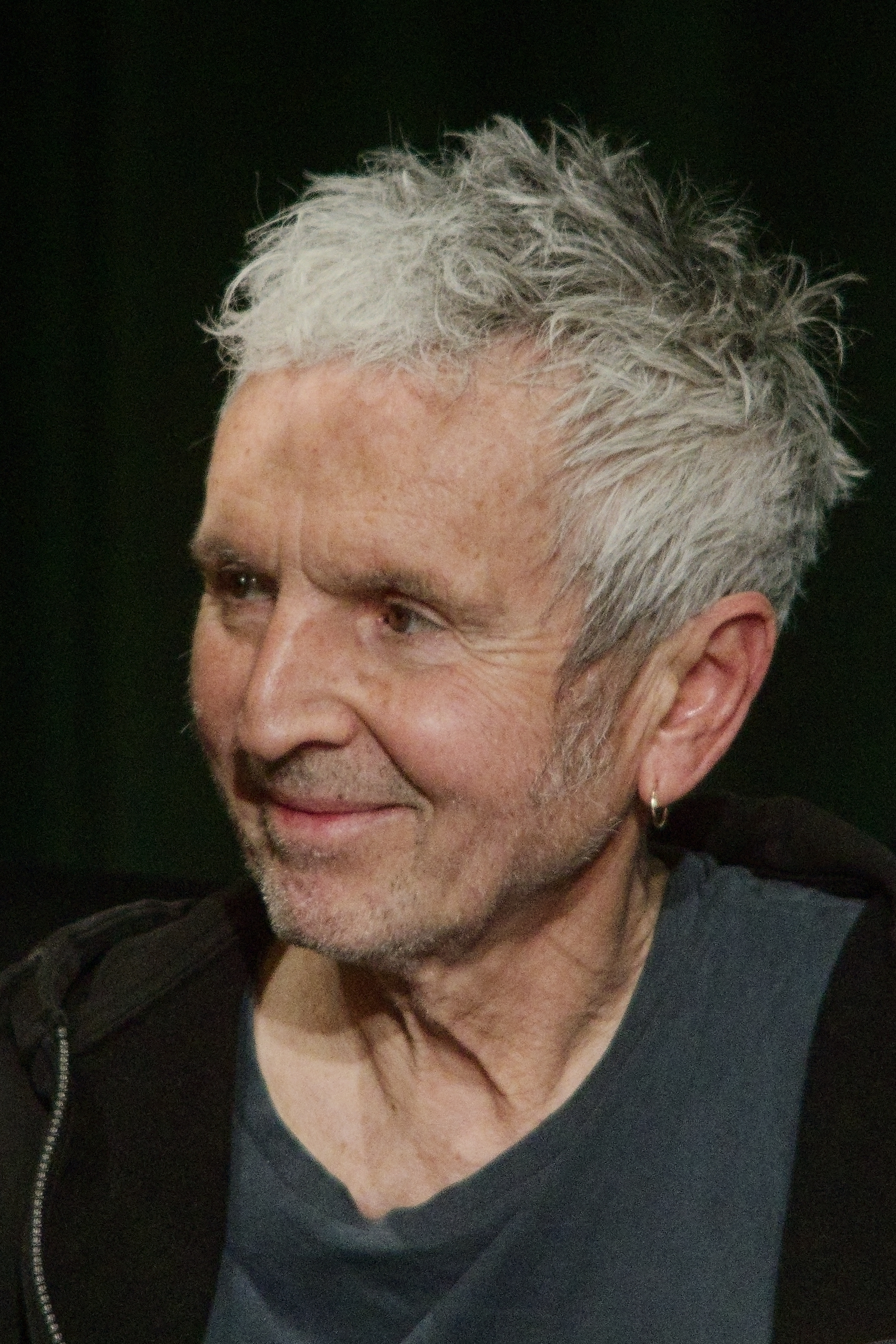
Antymos Apostolis

Antymos Apostolis (* 25. September 1954 als Anthimos Apostolis in Siemianowice Śląskie, Polen) ist ein polnischer Blues- und Fusiongitarrist griechischer Herkunft.
1971 war er Gründungsmitglied der Rockband SBB, mit der auch bei internationalen Konzerten und Festivals auftrat und den legendären Rockstar Polens Czesław Niemen begleitete. Nach der Auflösung von SBB arbeitete er mit den Gruppen Dżem und Krzak (Album Ściepka, 1981).  Mitte der 1980er Jahre verließ er Polen und emigrierte nach Griechenland. Er arbeitete dort als Studiomusiker, wobei er auch mit Vangelis Katsoulis Schallplatten aufnahm und mit Giorgos Dalaras und Papadopoulos Thimios arbeitete. Nach Polen kehrte er regelmäßig zurück und nahm mit dem Jazzmusiker Tomasz Stańko mehrere Alben auf: C.O.C.X., Lady Go, Peyotl - Witkacy sowie Chameleon. In New York spielte er 1994 sein Debütalbum unter eigenem Namen ein.
Heute tritt er wieder mit der wiedergegründeten Band SBB auf, hat in Griechenland ein Jazztrio unter dem Namen TRIAS und in Polen das Jazztrio Apostolis Anthimos Trio.

## Diskographische Hinweise
- Days We Can’t Forget (1994, mit Gil Goldstein, Jim Beard, Matthew Garrison & Paul Wertico)
- Theatro (1999 / 2014 Wiederveröffentlichung mit 2 zusätzlichen Studiotiteln)
- Back to the North (2006, mit Paul Wertico & Marcin Pospieszalski)
- Miniatures (2008, mit Robert Szewczuga)